# Юдчино
Юдчино (удм. Туканпи) — деревня в Ярском районе Удмуртии, входит в состав Бачумовского сельского поселения.

## География
Деревня расположена на высоте 165 м над уровнем моря.

### Часовой пояс
Деревня Юдчино, как и вся Удмуртская Республика, находится в часовой зоне МСК+1. Смещение применяемого времени относительно UTC составляет +4:00.

## Население
| 2010 | 2012 |
| ---- | ---- |
| 302  | ↘300 |

## Улицы
| - ул. Заречная, - ул. Логовая, | - ул. Нагорная, - ул. Сосновая. |

## Инфраструктура
В деревне имеются детский сад и начальная школа.